# Campeonato Sul-Americano de Voleibol Feminino Sub-20 de 2008
O Campeonato Sul-Americano de Voleibol Feminino Sub-20 de 2008 foi a 19ª edição do torneio Sul-Americano organizado pela Confederação Sul-americana de Voleibol (CSV). 
O torneio contou com a participação de oito equipes e aconteceu de 1  a 5 de outubro, na cidade de  Lima, Peru. 
O torneio conferiu duas vagas para o Mundial Juvenil de 2009 feito obtido pelas representações do Brasil,  ao conquistar o décimo quinto título, e da Venezuela, segundo colocado; e a brasileira Ivna Marra foi premiada como a Melhor Jogadora (MVP).

## Seleções participantes
As seguintes seleções confirmaram participação no Campeonato Sul-Americano Sub-20 de 2008:
| Equipe    | Última participação |
| --------- | ------------------- |
| Peru      | (Sede), 4º em 2006  |
| Argentina | (Sede), 2º em 2006  |
| Bolívia   | (Sede), 4º em 2004  |
| Brasil    | 1º em 2006          |
| Chile     | 6º em 2002          |
| Colômbia  | 5º em 2006          |
| Uruguai   | 6º em 2006          |
| Venezuela | 3º em 2006          |

## Grupo A
Classificação
- Local 1: Coliseo Carmela Estrella-  Lurigancho-Chosica
- Local 2: Coliseo Miguel Grau- Callao

|     |           |     | Jogos | Jogos | Jogos | Resultados | Resultados | Resultados | Resultados | Resultados | Resultados | Sets | Sets | Sets  | Pontos | Pontos | Pontos |
| Pos | Equipe    | Pts | T     | V     | D     | 3–0        | 3–1        | 3–2        | 2–3        | 1–3        | 0–3        | V    | P    | R     | V      | P      | R      |
| --- | --------- | --- | ----- | ----- | ----- | ---------- | ---------- | ---------- | ---------- | ---------- | ---------- | ---- | ---- | ----- | ------ | ------ | ------ |
| 1   | Brasil    | 9   | 3     | 3     | 0     | 3          | 0          | 0          | 0          | 0          | 0          | 9    | 0    | MAX   | 225    | 120    | 1.875  |
| 2   | Venezuela | 6   | 3     | 2     | 1     | 1          | 1          | 0          | 0          | 0          | 1          | 6    | 4    | 1.500 | 221    | 210    | 1.052  |
| 3   | Colômbia  | 3   | 3     | 1     | 2     | 0          | 1          | 0          | 0          | 1          | 1          | 4    | 7    | 0.571 | 214    | 251    | 0.853  |
| 4   | Chile     | 0   | 3     | 0     | 3     | 0          | 0          | 0          | 0          | 1          | 2          | 1    | 9    | 0.111 | 168    | 247    | 0.680  |

| Data  | Hora  |              | Placar |           | Set 1 | Set 2 | Set 3 | Set 4 | Set 5 | Total | Relatório |
| ----- | ----- | ------------ | ------ | --------- | ----- | ----- | ----- | ----- | ----- | ----- | --------- |
| 1 out | 19:00 | 'Brasil '    | 3–0    | Chile     | 25–17 | 25–12 | 25–6  |       |       | 75–35 | 75–35     |
| 1 out | 21:00 | 'Venezuela ' | 3–1    | Colômbia  | 25–21 | 21–25 | 25–19 | 25–17 |       | 96–82 | 96–82     |
| 2 out | 19:00 | 'Venezuela ' | 3–0    | Chile     | 25–18 | 25–21 | 25–14 |       |       | 75–53 | 75–53     |
| 2 out | 21:00 | 'Brasil '    | 3–0    | Colômbia  | 25–18 | 25–6  | 25–11 |       |       | 75–35 | 75–35     |
| 3 out | 17:00 | 'Brasil '    | 3–0    | Venezuela | 25–18 | 25–12 | 25–20 |       |       | 75–50 | 75–50     |
| 3 out | 19:00 | 'Colômbia '  | 3–1    | Chile     | 25–12 | 22–25 | 25–20 | 25–23 |       | 97–80 | 97–80     |

## Grupo B
Classificação
- Local 1: Coliseo Miguel Grau- Callao
- Local 2: Coliseo Carmela Estrella-  Lurigancho-Chosica

|     |           |     | Jogos | Jogos | Jogos | Resultados | Resultados | Resultados | Resultados | Resultados | Resultados | Sets | Sets | Sets  | Pontos | Pontos | Pontos |
| Pos | Equipe    | Pts | T     | V     | D     | 3–0        | 3–1        | 3–2        | 2–3        | 1–3        | 0–3        | V    | P    | R     | V      | P      | R      |
| --- | --------- | --- | ----- | ----- | ----- | ---------- | ---------- | ---------- | ---------- | ---------- | ---------- | ---- | ---- | ----- | ------ | ------ | ------ |
| 1   | Argentina | 9   | 3     | 3     | 0     | 3          | 0          | 0          | 0          | 0          | 0          | 9    | 0    | MAX   | 225    | 131    | 1.718  |
| 2   | Peru      | 6   | 3     | 2     | 1     | 2          | 0          | 0          | 0          | 0          | 1          | 6    | 3    | 2,000 | 207    | 134    | 1.545  |
| 3   | Bolívia   | 3   | 3     | 1     | 2     | 1          | 0          | 0          | 0          | 0          | 2          | 3    | 6    | 0.500 | 143    | 206    | 0.694  |
| 4   | Uruguai   | 0   | 3     | 0     | 3     | 0          | 0          | 0          | 0          | 0          | 3          | 0    | 9    | 0,000 | 121    | 225    | 0.538  |

| Data  | Hora  |              | Placar |              | Set 1 | Set 2 | Set 3 | Set 4 | Set 5 | Total | Relatório |
| ----- | ----- | ------------ | ------ | ------------ | ----- | ----- | ----- | ----- | ----- | ----- | --------- |
| 1 out | 17:00 | 'Argentina ' | 3–0    | Uruguai      | 25–19 | 25–10 | 25–14 |       |       | 75–43 | 75–43     |
| 1 out | 19:00 | 'Peru '      | 3–0    | Bolívia      | 25–10 | 25–12 | 25–15 |       |       | 75–37 | 75–37     |
| 2 out | 17:00 | 'Argentina ' | 3–0    | Bolívia      | 25–10 | 25–13 | 25–8  |       |       | 75–31 | 75–31     |
| 2 out | 19:00 | 'Peru '      | 3–0    | Uruguai      | 25–8  | 25–6  | 25–8  |       |       | 75–22 | 75–22     |
| 3 out | 19:00 | Peru         | 0–3    | ' Argentina' | 20–25 | 16–25 | 21–25 |       |       | 57–75 | 57–75     |
| 3 out | 21:00 | 'Bolívia '   | 3–0    | Uruguai      | 25–20 | 25–13 | 25–23 |       |       | 75–56 | 75–56     |

## Semifinais
- Local: Coliseo Miguel Grau- Callao

| Data  | Hora  |           | Placar |              | Set 1 | Set 2 | Set 3 | Set 4 | Set 5 | Total | Relatório |
| ----- | ----- | --------- | ------ | ------------ | ----- | ----- | ----- | ----- | ----- | ----- | --------- |
| 4 out | 17:00 | 'Brasil ' | 3–1    | Peru         | 25–16 | 23–25 | 25–15 | 25–20 |       | 98–76 | 98–76     |
| 4 out | 19:00 | Argentina | 1–3    | ' Venezuela' | 16–25 | 20–25 | 25–23 | 15–25 |       | 76–98 | 76–98     |

## Sétimo lugar
- Local: Coliseo Carmela Estrella-  Lurigancho-Chosica

| Data  | Hora  |          | Placar |         | Set 1 | Set 2 | Set 3 | Set 4 | Set 5 | Total | Relatório |
| ----- | ----- | -------- | ------ | ------- | ----- | ----- | ----- | ----- | ----- | ----- | --------- |
| 5 out | 14:00 | 'Chile ' | 3–1    | Uruguai | 25–8  | 25–16 | 20–25 | 25–13 |       | 95–62 | 95–62     |

## Quinto lugar
- Local: Coliseo Carmela Estrella-  Lurigancho-Chosica

| Data  | Hora  |             | Placar |         | Set 1 | Set 2 | Set 3 | Set 4 | Set 5 | Total | Relatório |
| ----- | ----- | ----------- | ------ | ------- | ----- | ----- | ----- | ----- | ----- | ----- | --------- |
| 5 out | 16:00 | 'Colômbia ' | 3–1    | Bolívia | 25–20 | 25–14 | 22–25 | 25–21 |       | 97–80 | 97–80     |

## Terceiro lugar
- Local: Coliseo Miguel Grau- Callao

| Data  | Hora  |         | Placar |           | Set 1 | Set 2 | Set 3 | Set 4 | Set 5 | Total   | Relatório |
| ----- | ----- | ------- | ------ | --------- | ----- | ----- | ----- | ----- | ----- | ------- | --------- |
| 5 out | 18:00 | ' Peru' | 3–2    | Argentina | 23–25 | 20–25 | 25–23 | 25–21 | 15–7  | 108–101 | 108–101   |

## Final
- Local: Coliseo Miguel Grau- Callao

| Data  | Hora  |           | Placar |           | Set 1 | Set 2 | Set 3 | Set 4 | Set 5 | Total | Relatório |
| ----- | ----- | --------- | ------ | --------- | ----- | ----- | ----- | ----- | ----- | ----- | --------- |
| 5 out | 20:00 | 'Brasil ' | 3–0    | Venezuela | 25–17 | 25–15 | 25–18 |       |       | 75–50 | 75–50     |